# Береснев, Леонид Аркадьевич
Леони́д Арка́дьевич Бе́реснев (латыш. Leonīds Beresņevs; род. 6 июля 1958, Кирово-Чепецк, Кировская область) — советский и латвийский хоккеист, тренер. Мастер спорта СССР. Заслуженный тренер Латвии.

## Биография
Родился 6 июля 1958 года в Кирово-Чепецке. Воспитанник местной «Олимпии» (первый тренер — Рэм Афанасьевич Корзунин).
Входил в юниорскую сборную СССР. Играл за «Олимпию» (вторая лига чемпионата СССР), минское «Динамо» (первая лига), рижское «Динамо» (высшая лига), ижевскую «Ижсталь», шведскую «Авесту», «Вятич». Обладатель «Полярного Кубка», «Кубка Бухареста», «Кубка Татр», «Кубка Парижа». В составе рижской команды (1978—1987 и 1990—1991 годы) провёл 330 игр (10+28).
После выхода Латвии из СССР в составе латвийских команд выходил на лёд до 40 лет, был серебряным призёром (1994 год) и победителем (1995 год) чемпионата Латвии в составе «Ник'с Брих» (Рига).
Ещё продолжая играть, в 1993 году начал работать тренером в «Пардаугаве», а после удачной работы с юниорской сборной Латвии, в 1995 году стал главным тренером клуба. С 1995 по 1999 годы одновременно возглавлял тренерский штаб национальной и молодёжных сборных Латвии. В 1996 году возглавляемая им национальная сборная стала победителем турнира группы «B» чемпионата мира в Эйндховене (Нидерланды) и перешла в высший дивизион чемпионатов (группу «А»), где через год стала седьмой (что остаётся высшим достижением сборной).
До 2004 года, в основном, работал с клубами Латвии и России, затем вновь вернулся к работе с латвийскими сборными. В 2006 году возглавлял олимпийскую сборную Латвии на XX зимних Олимпийских играх в Турине (Италия). В СМИ отмечался факт тренерского поединка Леонида Береснева и Владимира Крикунова (возглавлявшего сборную России), воспитанников кирово-чепецкой хоккейной школы, в конце 1970-х годов игравших в одном звене рижского «Динамо».
С 2007 года вновь является главным тренером латвийских, эстонских, казахстанских и российских команд.
Как тренер латвийских клубных команд — обладатель шести золотых (1993 год — с «Пардаугавой»; 1999, 2000 и 2003 годы — с «Металлургом» (Лиепая); 2001 год — с командой «Рига 2000»; 2010 год — с «Динамо-Юниорс») и 2-х серебряных (2002 год — с командой «Рига 2000», 2009 год — с АСК) медалей чемпионата Латвийской хоккейной лиги. Кроме того, с этими командами стал победителем (1996 год, с «Динамо-Юниорс», серебряным (2002 год, с командой «Рига 2000») и бронзовым (2000 год, с «Металлургом») призёром первенства Восточно-европейской хоккейной лиги.
С командой «Арлан» из Кокшетау — в 2012 году стал обладателем Кубка, победителем регулярного чемпионата и бронзовым призёром Казахстанской хоккейной лиги. В сезоне 2013/14 работал с клубом «Ямальские Стерхи».
В сезоне 2015/16 работал с командой хоккейной школы «Рига» и молодёжной сборной Латвии, а с февраля 2016 года снова возглавил взрослую сборную. В сезоне 2018/19 работал со ступинским «Капитаном» (фарм-клубом «Сочи»), потом стал помощником главного тренера сочинцев, а в октябре после отставки Сергея Зубова две недели исполнял обязанности главного тренера. В сезоне 2020/21 вернулся в «Капитан», а в сезоне 2022/23 возглавил тренерский штаб рижского «Динамо», покинувшем КХЛ и выступавшем в Высшей лиге чемпионата Латвии (на следующий сезон клуб не подал заявку).

## Семья
Женат с 1983 года. Супруга, Жозитта, работает в правлении латвийской телекоммуникационной компании. Сын Мартин занимается хоккеем.